# Automatyczny sygnalizator skażeń GSP-11
Automatyczny sygnalizator skażeń GSP-11 – przyrząd rozpoznania bojowych środków trujących używany w ludowym Wojsku Polskim.

## Charakterystyka przyrządu
W latach 60. XX w. w miejsce automatycznego sygnalizatora skażeń GSP-1, na wyposażenie Wojska Polskiego zaczęły trafiać importowane z ZSRR sygnalizatory skażeń GSP-11. Były przeznaczone do automatycznego wykrywania w powietrzu i sygnalizowania obecności skażeń fosforoorganicznymi środkami trującymi typu G.
Podstawą detekcji była zachodząca w fazie ciekłej, w termostatowanym bloku pomiarowym, biochemiczna reakcja inhibicji aktywności katalitycznej esterazy cholinowej przez środki fosforoorganiczne, z kolorymetrycznym pomiarem efektów reakcji. Obecność środków fosforoorganicznych zmniejszała szybkość zmiany barwy odczynnika – wskaźnika wrażliwego na pH roztworu. W przypadku zabarwienia taśmy na kolor czerwony, automatycznie włączał się alarm świetlny i dźwiękowy.

Zestawy odczynników do sygnalizatorów skażeń początkowo importowano. W wyniku prac badawczych prowadzonych przez pracowników Ośrodka Badawczego Sprzętu Chemicznego, po roku 1971 uruchomiono ich produkcję także w Polsce.
Dane taktyczno-techniczne
- Przyrząd posiadał dwa reżimy pomiarowe:
  - pomiar na I zakresie trwał 22–26 s, a cykl pomiarowy był powtarzany co 60–80 s;
  - pomiar na II zakresie trwał od 1,5 do 2,5 min, a czas reakcji przyrządu na obecność środków fosforoorganicznych wzrastał od 5 do 8 minut.
- Komplet odczynników zapewniał 2 godziny pracy ciągłej na I podzakresie lub 10–12 godzin pracy na II podzakresie.